# Вовка (притока Березини)
Вовка (рос. Волька, біл. Волька) — річка в Білорусі, у Ів'євському й Воложинському районах Гродненської й Мінської областях. Ліва притока Березини (басейн Балтійського моря).

## Опис
Довжина річки 36 км, похил річки — 0,8 м/км, витрпта води у гирлі — 2,9 м³/с. Площа басейну водозбору 391 км².

## Розташування
Бере початок у селі Сівіца Ів'євського району. Тече переважно на північний захід через Налібоцьку пущу, потім повертає на півенний захід і у селі Поташня впадає у річку Березину, праву притоку Німану.
Притоки: Братуга, Свинка, Сивичанка, Ізледь (ліві); Пружаниця (права).
Річка тече місцевістю, на якій відсутні населені пункти.